# Hana Baroňová
Hana Baroňová (* 21. listopadu 1984, Opava) je česká herečka.

## Osobní život a kariéra
V roce 2007 absolvovala v Praze Vyšší odbornou školu hereckou. Poté se přihlásila na Slezskou univerzitu v Opavě, kde k roku 2010 studovala obor Kulturní dramaturgie se zaměřením na divadlo.
V únoru 2008 získala angažmá ve Slezském divadle Opava. Dosud největší televizní roli měla v dokumentu o Janu Amosu Komenském. Objevila se také v seriálu Velmi křehké vztahy, kde hrála roli Ilony Kudrnové.
Od roku 2020 hraje v seriálu Ulice, kde ztvárňuje Ivu Klímovou.